# Sedum lutzii
Sedum lutzii är en fetbladsväxtart som beskrevs av R.-hamet. Sedum lutzii ingår i Fetknoppssläktet som ingår i familjen fetbladsväxter. Utöver nominatformen finns också underarten S. l. viridiflavum.